# هيو جيمس ماهر
هيو جيمس ماهر هو سياسي كندي، ولد في 5 أكتوبر 1910، وتوفي في 11 مايو 2001. انتخب عضو المجلس التشريعي من ساسكاتشوان.